# Maria Cristina de Borbó-Dues Sicílies (reina de Sardenya)

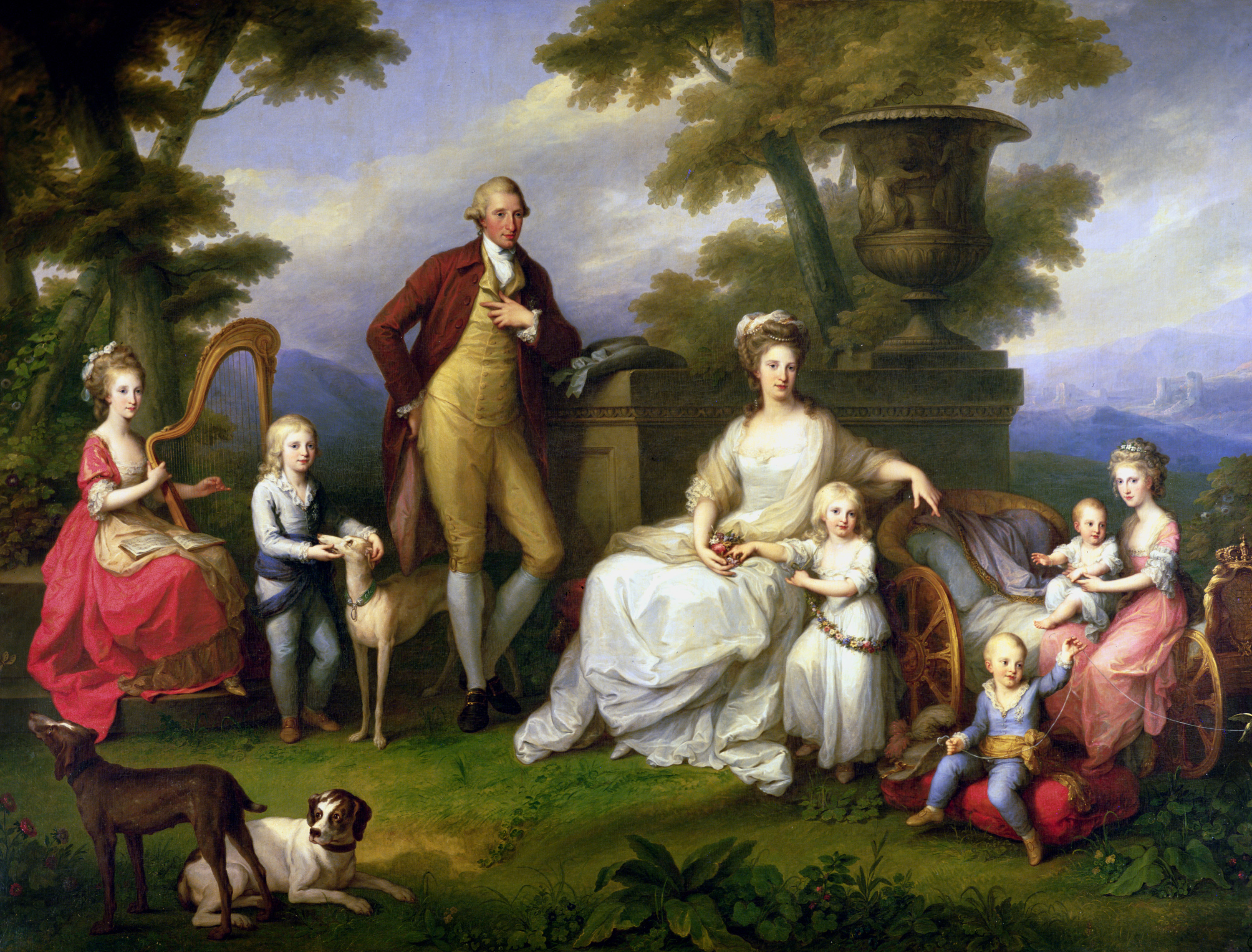
Família de Ferran I de les Dues Sicílies i Maria Carolina d'Àustria amb els seus fills.

Maria Cristina de Borbó-Dues Sicílies (Caserta, Regne de Sicília 1779 - Savona, Regne de Sardenya-Piemont 1847) fou una princesa de les Dues Sicílies amb el tractament d'altesa reial que contragué matrimoni amb el rei Carles Fèlix I de Sardenya.

## Orígens familiars
Va néixer el 17 de gener de 1779 al Palau de Caserta, residència dels sobirns del Regne de les Dues Sicílies situada a la població del mateix nom, sent filla del rei Ferran I de les Dues Sicílies i de l'arxiduquessa Maria Carolina d'Àustria. Fou neta per via paterna del rei Carles III d'Espanya i de Maria Amàlia de Saxònia, i per via materna dels emperadors Francesc I i Maria Teresa I d'Àustria.
Fou germana del també rei Francesc I de les Dues Sicílies i cunyada de Francesc I d'Àustria, Ferran III de Toscana, Lluís Felip I de França i Ferran VII d'Espanya.

## Núpcies i descendents
Es casà "per poders" el 7 de març de 1807 a la ciutat de Palerm, i ratificat posteriorment el 6 d'abril del mateix any a la ciutat de Torí, amb el príncep i futur rei Carles Fèlix I de Sardenya
La parella no tingué descendència i amb el regnat del rei Carles Fèlix I de Sardenya s'acabà el tronc principal de la família Savoia. Amb la mort del rei, ocorreguda l'any 1831, ascendí al tron sard la família dels Savoia-Carignano que encara avui ostenten la primogenitura de la Casa Reial d'Itàlia. El primer rei dels Savoia-Carignano, i substitut de Carles Fèlix, fou el rei Carles Albert I de Sardenya.
Maria Cristina tingué, a diferència de moltes de la seva mare, l'arxiduquessa Maria Carolina d'Àustria, poca rellevància en la vida política del Regne de Sardenya. A la mort del rei Maria Cristina es retirà a la ciutat de Savona, on morí l'11 de març de 1849, i posteriorment fou enterrada a l'abadia d'Hautecombe.